# Geyi
La notion de Geyi est issue du bouddhisme chinois du IIIe siècle. Cette approche vise à traduire des termes sanskrit provenant du Tripitaka en utilisant des termes chinois issus des classiques chinois de manière à faire correspondre des deux écoles de pensée.